# Высоцкий, Богдан Фёдорович
Богдан Фёдорович Высоцкий (1909—1999) — советский учёный в области радиолокации и микроэлектроники, доктор технических наук, профессор. Лауреат Государственной премии СССР (1969).
Выпускник Киевского политехнического института.
В 1930—1960-е гг. занимал должности:
- главный инженер отделений Наркомсвязи в Киеве и Хабаровске,
- 1936-1941 главный инженер проектного отдела 5-го Проектно-монтажного треста (будущий ЦНПО «КАСКАД»).
- 1941—1942 руководитель группы Советской закупочной правительственной комиссии в США,
- с ноября 1943 начальник лаборатории № 23 (Лаборатория радиоизмерений), начальник отдела ЦНИИ-108 по разработке самолетных РЛС наблюдения земной поверхности, всепогодного бомбометания и навигации;
- главный конструктор МКБ «Стрела» по разработке головки самонаведения ракеты зенитно-ракетного комплекса;
- с 1960 начальник СКБ в КБ-1
- главный инженер КБ-1
- 1963—1969 главный инженер — заместитель директора по научной работе зеленоградского НИИ «Микроприбор» (НИИМП).

Доктор технических наук. В 1962 г. утверждён в учёном звании профессора.
С 1969 профессор, с 1972 по 1988 г. — заведующий кафедрой «Конструирование и технология производства РЭА» на факультете «Радиоэлектроника летательных аппаратов» МАИ.
Участник разработки самого миниатюрного в мире радиоприемника «Микро».
Автор и редактор книг по микроэлектронике и ее применению в радиолокационной аппаратуре.
Публикации:
- Инженер-конструктор-технолог микроэлектронной и микропроцессорной техники / Б. Ф. Высоцкий. — М. : Радио и связь, 1988. — 95 с. : ил.; 22 см; ISBN 5-256-00058-6
- Введение в специальность конструктора РЭС : [Учеб. пособие для вузов по спец. «Конструирование и технология РЭС»] / Б. Ф. Высоцкий. — М. : Высш. шк., 1990. — 156,[3] с. : ил.; 21 см; ISBN 5-06-000684-0
- Элементы инженерного расчета микроэлектронных радиолокационных устройств [Текст] : Конспект лекций / М-во высш. и сред. спец. образования СССР. Моск. авиац. ин-т им. Серго Орджоникидзе. — Москва : [б. и.], 1971-. — 22 см.
- Элементы инженерного расчета радиолокационных устройств [Текст] : (Конспект лекций) / Б. Ф. Высоцкий, Б. А. Войнич ; М-во высш. и сред. спец. образования РСФСР. Моск. ордена Ленина авиац. ин-т им. С. Орджоникидзе. — Москва : [б. и.], 1966. — 99 с., 2 л. граф. : черт.; 22 см.
- Радиолокационные устройства [Текст] / М-во высш. и сред. спец. образования РСФСР. Моск. ордена Ленина авиац. ин-т им. Серго Орджоникидзе. — Москва : Оборонгиз, 1960. — 1 т.; 23 см.

Ч. 1: Основные вопросы проектирования / Б. Ф. Высоцкий, А. Е. Харыбин. — 1960. — 161 с., 1 л. схем. : ил.
- Цифровые фильтры и устройства обработки сигналов на интегральных микросхемах / [Ф. Б. Высоцкий, В. И. Алексеев, В. Н. Пачин и др.]; Под ред. Б. Ф. Высоцкого. — М. : Радио и связь, 1984. — 214 с. : ил.; 22 см. — (Проектирование радиоэлектрон. аппаратуры на интегр. микросхемах).; ISBN В пер.

Лауреат Государственной премии СССР (1969). Заслуженный деятель науки и техники РСФСР (1969).
Награды: орден Ленина (1969), орден «Знак Почёта» (1939, 1953, 1969), медаль «За трудовую доблесть», Почётный радист (1949).